# Constanti Hungarorum
Constanti Hungarorum è un'enciclica di papa Leone XIII, datata 2 settembre 1893, scritta all'Episcopato del Regno di Ungheria.